# Josef Esch
Josef Esch (1784 Bonn – 1. června 1854 Brno) byl německý architekt, stavitel a urbanista v c. k. zemském stavebním oddělení, vrchní stavební ředitel u místodržiteltví v Brně.

## Život
Narodil se v roce 1784 v Bonnu, kde vystudoval filosofii, fyziku, matematiku a architekturu. Ve studiích pak pokračoval v Mergentheimu, Řezně a Vídni. Ve Vídni pracoval u dvorního architekta Charlese de Moreau, původem Francouze, a byl pověřen zařízením apartmánů císařovny. V letech 1807–1809 působil na sedmi českých panstvích knížete Františka Dietrichsteina. V roce 1811 byl přijat za kresliče k Zemskému stavebnímu ředitelství v Praze. V roce 1813 působil jako krajský inženýr v Klatovech, později byl na vlastní žádost přeložen do Jičína. Když se stal roku 1825 krajským inženýrem tehdejšího kouřimského a berounského kraje, přešel do Prahy. V roce 1828 byl jmenován inženýrem u pražského Zemského stavebního ředitelství a obdržel pochvalné uznání gubernia za zdařilý soubor staveb v západočeských lázních. Roku 1829 neúspěšně žádal o místo vrchního stavebního ředitele na Moravě a v roce 1930 požádal o stejné místo v Ilýrii a ve Slezsku. V roce 1833 se ucházel o místo adjunkta na c. k. stavebním ředitelství, které pak údajně vykonával pouze provizorně. V letech 1830–1831 snad pracoval pro hraběte Karla Chotka.
V roce 1835 byl jmenován stavebním ředitelem v Brně a roku 1836 vrchním zemským stavebním ředitelem tamtéž (o místo žádal již v roce 1829). Od roku 1850 vykonával funkci vrchního stavebního inspektora na Moravě. V Brně působil až do své smrti, především jako urbanista poučený klasickými a klasicizujícími urbanistickými zásadami. Prosazoval spojení účelnosti pevnostního území s historizující reprezentativností.
Dcera Mathilde byla malířkou, věnovala se krajinářské a žánrové tvorbě.

## Dílo
Výběr z díla:
Karlovy Vary
- úprava lázní, 1823–1831
- Vřídelní kolonáda s budovou Vřídelních lázní, 1825–1831
- výstavba nového pavilonu Tereziina pramene ve formě pseudoklasicistního kruhového glorietu (na místě starého romantického pavilonu), 1829–1830[4]
- urbanistický plán rozvoje lázní, 1829–1831

Františkovy Lázně
- návrh na kolonádu Solného a Lučního pramene, 1826
- pavilon nad Františkovým pramenem, 1831

Mariánské Lázně
- Lázeňský dům, 1827

Praha
- architektonické řešení nové Koňské brány na Václavském náměstí, 1828
- přestavba části Staroměstské radnice na Staroměstském náměstí, 1829 (s J. Schöblem)
- alternativní řešení projektu Staroměstské radnice, 1834

Brno
- úpravy předpolí bran, hradeb i pevnostních příkopů a hradebních valů a koliště na promenádní aleji mezi Ferdinandovou a Novou branou, 1836–1838
- návrh na urbanistické řešení mezi Ferdinandovou branou a Františkovem, 1837
- přestavba Špilberku na věznici, 1842
- regulační plán urbanizace pevnostního území na úpatí Špilberku mezi Františkovem a kostelem sv. Tomáše, 1845
- návrh na Veselou bránu, 1845
- návrh na Brněnskou a Švábskou bránu, 1845
- plán na rozšíření vnitřního města, 1845
- spolupráce na regulačním plánu nádraží, 1846–1849

Různé
- vedl stavbu vyslanectví a divadla v Řezně / za inženýra Riricoyena

## Ocenění
- Pochvalné uznání gubernia za zdařilý soubor staveb v západočeských lázních, po roce 1828 (jako inženýr u pražského Zemského stavebního ředitelství).[2]